# AO Platanias
El Football Club Platanias fue un club de fútbol griego con sede en Platanias, en la isla de Creta. El equipo fue fundado en 1931.

## Historia
En 2009, ascendió a Gamma Ethniki, la 3.ª división griega. La temporada siguiente, el Platanias terminó 5.º en la Gamma Ethniki, pero ganó la promoción debido a la Koriopolis, cuando muchos equipos fueron relegados de la Beta Ethniki, la 2.ª división de fútbol de Grecia.
En 2012, el Platanias logró ascender a la Superliga de Grecia, por primera vez en su historia, después de ganar la promoción de los play-offs de la Beta Ethniki 2011-12.

## Curiosidades
El uniforme del club incluye el color rojo debido a que en el 1942/43 las camisetas estaban hechas de banderas nazis robadas y que ellos mismos cosieron.